# Parc national Brindabella
Brindabella est un parc national situé en Nouvelle-Galles du Sud en Australie à 266 km au sud-ouest de Sydney dans la chaîne de montagnes de Brindabella.